# Heptachloor
Heptachloor is een chloorhoudend bestrijdingsmiddel, een insecticide, dat in grote delen van de wereld waaronder de Europese Unie sedert min of meer geruime tijd verboden is. Het komt voor als witte tot bruine, wasachtige kristallen.
Heptachloor is een moeilijk afbreekbare, verontreinigende stof. De halfwaardetijd in de bodem bedraagt 1 tot 2 jaar. Het heeft een lipofiel karakter (goed oplosbaar in vet). In insecten en zoogdieren (dus ook de mens) is het voornaamste afbraakproduct ervan heptachloorepoxide, dat biologisch actiever is dan heptachloor en dat ook gemakkelijk opgeslagen wordt in het vetweefsel. Heptachloorepoxide is bioaccumuleerbaar en het gevaar bestaat, vooral in organismen aan het einde van de voedselketen, dat de concentratie ervan in het weefsel zo hoog wordt dat het organisme sterft.
Hoewel heptachloor niet meer mag gebruikt worden, kan het door zijn persistentie echter nog tientallen jaren het milieu blijven vervuilen en in de voedselketen voorkomen.
Kortstondige blootstelling aan heptachloor kan effecten hebben op het centrale zenuwstelsel. Langdurige blootstelling kan effect hebben op de lever. De stof is mogelijk kankerverwekkend bij de mens.
In de Europese Unie werd de verkoop en het gebruik van heptachloor, samen met de persistente organische chloorverbindingen aldrin, chlordaan, dieldrin, DDT, endrin, HCH en hexachloorbenzeen en een aantal kwikverbindingen, verboden door de EU-richtlijn 79/117/EEG van 21 december 1978.
Heptachloor is een van de zogenaamde dirty dozen, twaalf persistent organic pollutants (POPs) of persistente organische verontreinigende stoffen, waarvan volgens de Conventie van Stockholm uit 2001 de productie en het gebruik (behoudens expliciet vermelde uitzonderingen) wereldwijd verboden moest worden. Deze conventie is door de ratificering ervan door Frankrijk als vijftigste land, van kracht geworden op 17 mei 2004.